# Список послов СССР и России в Эквадоре
В статье представлен список послов СССР и России в Республике Эквадор.

## Хронология дипломатических отношений
- 12—16 июня 1945 г. — установлены дипломатические отношения на уровне миссий. Миссии не созданы, послы не аккредитованы.
- 12 ноября 1969 г. — миссии преобразованы в посольства.

## Список послов
| Срок полномочий                   | Посол                         | Годы жизни | Вручение верительных грамот |
| --------------------------------- | ----------------------------- | ---------- | --------------------------- |
| СССР                              |                               |            |                             |
| 12 мая 1970 — 4 февраля 1975      | Иван Иванович Марчук          | 1922—1986  | 10 июня 1970                |
| 4 февраля 1975 — 1 марта 1980     | Герман Евлампиевич Шляпников  | 1929—2018  | 26 марта 1975               |
| 1 марта 1980 — 26 августа 1986    | Феликс Николаевич Ковалёв     | 1927—2014  | 1 июля 1980                 |
| 26 августа 1986 — 25 декабря 1991 | Вадим Григорьевич Чекмазов    | 1930—2001  |                             |
| Российская Федерация              |                               |            |                             |
| 25 декабря 1991 — 14 октября 1992 | Вадим Григорьевич Чекмазов    | 1930—2001  |                             |
| 14 октября 1992 — 10 июля 1998    | Михаил Павлович Емельянов     | 1933—2021  |                             |
| 10 июля 1998 — 2 июля 2002        | Георгий Петрович Королёв      | 1942—      |                             |
| 2 июля 2002 — 24 июня 2004        | Михаил Иванович Орловец       | 1950—      |                             |
| 24 июня 2004 — 21 октября 2008    | Валентин Михайлович Богомазов | 1943—2019  |                             |
| 21 октября 2008 — 13 января 2015  | Ян Анастасьевич Бурляй        | 1947—      |                             |
| 13 января 2015 — 10 февраля 2021  | Андрей Викторович Векленко    | 1959—      | 10 апреля 2015              |
| 10 февраля 2021 — настоящее время | Владимир Иванович Спринчан    | 1957—      | 28 апреля 2021              |